# Форгарија нел Фријули
Форгарија нел Фријули (итал. Forgaria nel Friuli) је насеље у Италији у округу Удине, региону Фурланија-Јулијска крајина.
Према процени из 2011. у насељу је живело 776 становника. Насеље се налази на надморској висини од 250 м.

## Становништво
Према резултатима пописа становништва 2011. у општини је живело 2.001 становника.
| 1936. | 1951. | 1961. | 1971. | 1981. | 1991. | 2001. | 2011. |
| ----- | ----- | ----- | ----- | ----- | ----- | ----- | ----- |
| 3.016 | 3.202 | 2.803 | 2.187 | 2.058 | 2.011 | 1.907 | 2.001 |